# Enlil-kudurri-usur
Enlil-kudurri-usur (Enlil protege a su hijo mayor) (1197-1193 a. C.) fue un rey asirio del que se ha conservado escasas referencias.  Aparte de las listas reales y las crónicas, no hay otras inscripciones sobre este rey.
Hijo de Tukulti-Ninurta I, sucedió a su sobrino Ashur-nirari III, y gobernó durante unos pocos años. Murió en guerra con Babilonia, enfrentándose con el rey Adad-shum-usur, y fue reemplazado por Ninurta-apil-Ekur, perteneciente a una rama muy distante dentro de la familia real, y protegido del rey de Babilonia. Así, parece que la invasión de las tropas babilonias en Asiria no tuvo otro objeto que garantizar el éxito de una opción política más favorable a los intereses de Babilonia.
La Lista sincrónica de reyes le identifica como contemporáneo del rey de Babilonia Adad-shum-usur, su eventual némesis. La Crónica Walker describe cómo, después de su abyecta derrota ante el rey babilonio, Enlil-kudurrī-uṣur fue capturado por sus propios oficiales, y entregado a su oponente.